# Flora Altaica
Flora Altaica (abreviado Fl. Altaic.) es un libro con ilustraciones y descripciones botánicas que fue escrito por el botánico y pteridólogo alemán-estoniano, Karl Friedrich von Ledebour. Fue publicado en 4 volúmenes en los años 1829-1833, con el nombre de Flora Altaica. Scripsit d. Carolus Fridericus a Ledebour. Berolini. Trata sobre la flora de las montañas Altái.